# Suzutsuki (1942)
Suzutsuki (kanji: 涼月, katakana: スズツキ| pol. "czysty (wyraźny) księżyc") – japoński wielki niszczyciel z okresu II wojny światowej, typu Akizuki, w służbie od 1943 do końca wojny.

## Historia
"Suzutsuki" był trzecim okrętem z serii wielkich niszczycieli typu Akizuki, zaprojektowanych specjalnie jako okręty obrony przeciwlotniczej, których główne uzbrojenie stanowiło 8 dział uniwersalnych kalibru 100 mm, o świetnych charakterystykach balistycznych.  
Stępkę pod budowę okrętu położono 15 marca 1941 w stoczni Mitsubishi w Nagasaki, kadłub wodowano 4 marca 1942, a okręt wszedł do służby 29 grudnia 1942 (wraz z "Hatsuzuki"). Zbudowany był w ramach programu rozbudowy floty z 1939 roku, pod numerem budowy 106. Nazwa, podobnie jak pozostałych niszczycieli tej serii, związana była z Księżycem i  oznaczała "Chłodny Księżyc"..

## Służba
"Suzutsuki" 15 stycznia 1943 wszedł w skład 61. Dywizjonu 10. Flotylli Niszczycieli 3. Floty i w marcu został przebazowany do Truk, eskortując tam lotniskowce eskortowe "Hiyo" i "Junyo". W tym okresie służył razem z "Hatsuzuki". W maju powrócił do Japonii w związku z inwazją amerykańską na Attu, lecz w lipcu ponownie skierowany do Truk. Wypełniał głównie zadania eskortowe i transportu zaopatrzenia w rejonie Truk-Rabaul i na Buce (rejs 22 lipca 1943). 12 grudnia 1943 powrócił do Kure w Japonii, skąd osłaniał statek "Akagi Maru" transportujący wojsko na wyspę Wake między 24 grudnia 1943 a 9 stycznia 1944 (wraz z "Hatsuzuki"). 
Podczas powtórnego rejsu na Wake, został ciężko uszkodzony 16 stycznia 1944 w cieśninie Bungo dwoma torpedami przez amerykański okręt podwodny USS "Sturgeon" (zginęło aż 135 ludzi, wraz z dowódcą okrętu i dowódcą 61. dywizjonu, kmdr. Mitsuyoshi Tomari, w tym 89 przewożonych żołnierzy). Pomimo urwania dziobu i rufy, okręt nie zatonął, lecz został odholowany przez "Hatsuzuki" do Kure, gdzie był remontowany do 12 października 1944. 
16 października 1944, eskortując konwój z Ōita na Tajwan, "Suzutsuki" został ponownie uszkodzony w dziób torpedą okrętu podwodnego USS "Besugo", po czym remontowany w Kure do 11 listopada 1944. Przydzielony następnie do 41. Dywizjonu 2. Flotylli Niszczycieli 2. Floty, pozostawał głównie na wodach japońskich. W dniach 23-30 listopada eskortował lotniskowiec eskortowy "Junyo" z misją transportową do Manilii, następnie do 9 grudnia z powrotem eskortował go do Sasebo. Jego lekkie ubrojenie przeciwlotnicze w 1945 roku składało się z 48 działek 25 mm - sześciu potrójnych (po obu stronach platformy za kominem, komina i nabudówki dziobowej) oraz 30 pojedynczych, rozstawionych na pokładzie. 
Wziął udział w ostatniej operacji japońskiej floty Ten-gō - rejsie z pancernikiem "Yamato" na odsiecz Okinawie. Podczas ataków amerykańskiego lotnictwa pokładowego 7 kwietnia 1945 na południe od Kiusiu, został poważnie uszkodzony trafieniem bomby, która zniszczyła wieże dziobowe (57 zabitych, 34 rannych) oraz uszkodzony bliskim trafieniem koło rufy. Zdołał jednak powrócić do bazy (płynąc rufą naprzód). Jedynie częściowo wyremontowany, służył od czerwca jako pływająca bateria przeciwlotnicza w Sasebo. 5 lipca wycofany do rezerwy. W Sasebo zastała go kapitulacja Japonii. 20 listopada 1945 skreślono go z listy floty. Po wojnie używany w roli falochronu w Takamatsu, po czym wkrótce złomowany.
Dowódcy:
- kmdr por/kmdr Shizuo Akazawa (grudzień 1942 - 10 stycznia 1944)
- kmdr por Noboru Seo (10 stycznia 1944 - 16 stycznia 1944)
- kmdr por/kmdr Nagahide Sugitani (10 lipca 1944 - 10 marca 1945)
- kmdr por Toshio Hirayama (10 marca 1945 - 15 maja 1945)

## Dane techniczne
Opis konstrukcji i szczegółowe dane - w artykule niszczyciele typu Akizuki

### Uzbrojenie i wyposażenie
- 8 dział uniwersalnych kalibru 100 mm Typ 98 w wieżach dwudziałowych (4xII)
  - długość lufy - L/65 (65 kalibrów), kąt podniesienia - 90° donośność - 19.500 m (pozioma), 14.700 m (maks. pionowa), masa pocisku - 13 kg. Zapas amunicji - po 300 nabojów
- 4 - 48 działek przeciwlotniczych 25 mm Typ 96, na stanowiskach podwójnych, potrójnych i pojedynczych (początkowo prawdopodobnie 2xII, ilość zwiększana w latach 1943-45, w 1945: 6xIII, 30xI)
- 4 wkm 13,2 mm plot (prawdopodobnie od 1944)
- 4 wyrzutnie torpedowe 610 mm Typ 92 model 4 (1xIV) (8 torped Typ 93)
- 2-4 miotacze bomb głębinowych Typ 94, zrzutnie bg (54-72 bomby głębinowe)

- system kierowania ogniem artylerii głównej: dwa 4,5-metrowe dalmierze stereoskopowe (na nadbudówce dziobowej i rufowej) z przelicznikiem artyleryjskim Typ 94.
- urządzenia kierowania ogniem artylerii plot: 2,5-metrowy dalmierz, dwa 1,5 metrowe dalmierze
- szumonamiernik
- radar (od 1943-44): dozoru ogólnego model 21 lub dozoru ogólnego model 22 lub dozoru powietrznego model 13
- reflektor 110 cm